# Balabine
Balabine (en ucraniano: Балабине, romanizado: Balabyne; en ruso: Балабино, romanizado: Balabino) es un pueblo ucraniano perteneciente al óblast de Zaporiyia. Situado en el sur del país, forma parte del raión de Zaporiyia y es centro del municipio (hromada) de Kushujum.

## Geografía
Balabine está ubicado en la margen izquierda del embalse de Kajovka, justo al sur del distrito Komunarskyi de Zaporiyia.

## Historia
El asentamiento se fundó por primera vez en 1777 cuando esta tierra fue entregada al general mayor Iván Balabino, jefe del ejército del sur. Se fundó como el pueblo de Petrivska (en ucraniano: Петрівська), en honor al hijo del general como parte del uyezd de Alexandrovsk en la gobernación de Yekaterinoslav.
A mediados del siglo XIX, pertenecía a la condesa Anna Dmitrievna Stroganova y todavía se trazó en 1910 con el nombre de Petrovskoye-Stroganovo.  
El pueblo pasó a llamarse Balabine tras la revolución de Octubre y se le otorgó el estatus de asentamiento de tipo urbano en 1938.
Durante la Segunda Guerra Mundial, el asentamiento urbano estuvo ocupado por el ejército alemán desde el otoño de 1941 hasta el 15 de octubre de 1943.
El 22 de febrero de 2014 fue demolido el monumento a Lenin. En 2020, los municipios de Kushujum, Balabine y Malokaterinivka fueron fusionados e incluidos en el consejo del asentamiento de Kushujum.En 2023, Balabine perdió el estatus de asentamiento de tipo urbano en la legislación ucraniana debido a la eliminación de este estatus administrativo.
En la noche del 24 de junio de 2022, en la que comienza la invasión rusa de Ucrania de 2022, hasta 20 casas privadas fueron destruidas como resultado del bombardeo de los sistemas de salva de cohetes de Balabine, y las tuberías de distribución de gas de baja presión en el sector privado resultaron dañadas en Balabine.

## Demografía
La evolución de la población de Balabine entre 1959 y 2021 fue la siguiente:
| 4711                                                          | 6742 | 6187 | 5668 | 6168 | 6166 | 6112 | 6010 | 5916 |
| (Fuente: Cities & Towns of Ukraine y UKRAINE: Größere Städte) |      |      |      |      |      |      |      |      |

Según el censo de 2001, la lengua materna de la mayoría de los habitantes, el 84,07%, es el ucraniano; del 15,37% es el ruso.

## Infraestructura

### Transporte
Muy cerca de Balabine se encuentran la autopista Járkiv-Simferópol E-95. La estación más cercana a Balabine es la de Kushujum, a 1,5 km.